# Sphaerodactylus macrolepis
Sphaerodactylus macrolepis — вид геконоподібних ящірок родини Sphaerodactylidae. Мешкає на Карибах. За результатами дослідження 2019 року, яке показало, що цей вид насправді є комплексом видом, кілька підвидів S. macrolepis були визнані окремими видами. 

## Поширення і екологія
Sphaerodactylus macrolepis мешкають на острові Кулебра та на сусідньому острівці Кайо-Луїс-Пенья, що належать Пуерто-Рико, на Британських і Американських Віргінських островах, зокрема на острові Санта-Крус, а також на островах Пріклі-Пір-Кейс, розташованих на захід від Ангільї. Вони живуть у вологих тропічних лісах серед опалого листя, в прибережних кокколобових заростях, в кокосових гаях і мангрових заростях, трапляються на плантаціях та поблизу людських поселень.